# Cantó de Loué
El cantó de Loué és un cantó francès del departament de Sarthe, situat al districte de La Flèche. Té 14 municipis i el cap es Loué.

## Municipis
- Amné
- Auvers-sous-Montfaucon
- Brains-sur-Gée
- Chassillé
- Chemiré-en-Charnie
- Coulans-sur-Gée
- Crannes-en-Champagne
- Épineu-le-Chevreuil
- Joué-en-Charnie
- Longnes
- Loué
- Saint-Denis-d'Orques
- Tassillé
- Vallon-sur-Gée

## Història
| Data d'elecció                           | Identitat         | Partit                      | Qualitat |
| ---------------------------------------- | ----------------- | --------------------------- | -------- |
| 1945-1958                                | Paul Goussu       | Divers droite, després CNIP |          |
| 1958-1982                                | Jean de Beaucourt | RI, després UDF             |          |
| 1982-1994                                | Yves Bellessort   | UDF                         |          |
| 1994-                                    | Michel Drouin     | UMP                         |          |
| les dades anteriors no són pas conegudes |                   |                             |          |
|                                          |                   |                             |          |

## Demografia
| A partir de 1990: Població sense dobles comptes |